# Wielka Polana (Beskid Śląski)
Wielka Polana (788 m n.p.m.) – wydłużone, rozległe wzniesienie w północnej części Beskidu Śląskiego, w Paśmie Błatniej.
Wielka Polana wznosi się w grzbiecie górskim odchodzącym w kierunku północno-zachodnim od Przykrej. Grzbiet ten oddziela dolinę źródłowych cieków Jasienicy od doliny Szerokiego Potoku. Na Wielkiej Polanie grzbiet znów rozgałęzia się na dwa ramiona; północno-zachodnie ze szczytem Bucznik i północno-wschodnie ze szczytem Ostry.
Grzbiet i południowe stoki Wielkiej Polany stoki były dawniej pokryte licznymi łąkami i polanami (stąd nazwa szczytu), kiedyś intensywnie wykorzystywanymi (pastwiska i łąki kośne), a obecnie niemal całkowicie zarośniętymi lasem. Znajduje się w granicach wsi Jaworze w województwie śląskim, w powiecie bielskim, gminie Jaworze.